# Chrüzberg
Der Chrüzberg (auch Kreuzberge) ist ein Gipfelgrat im Schweizer Kanton St. Gallen am östlichen Rand des Alpsteins zwischen 1'884 bis 2065 m ü. M. Höhe. Es gibt acht vermessene Punkte, welche auf der Landeskarte kotiert sind. Sie werden auch mit römischen Zahlen von Osten nach Westen nummeriert (nicht in der Landeskarte).

## Geographie
Die Kette verläuft von Nordosten nach Südwesten und ist ca. 1,5 km lang. Nordöstlich von ihr liegt die Saxer Lücke, welche den weiteren Gratverlauf in Richtung Hochhus und weiter entfernt Hoher Kasten etwas abtrennt. Nach Norden fallen die Wände rund 300 Meter fast senkrecht zur Roslenalp (1767 m) ab. Nach Süden überragen sie das St. Galler Rheintal um rund 1'600 Meter.
Chrüzberg ist im Dialekt sowohl die Einzahl- als auch die Mehrzahlform. Von Norden gesehen – das heisst von der nächstgelegenen Alp, was für Flurnamen wichtig wäre – ist der ganze Rücken durchaus als nur ein Gebilde wahrnehmbar. Da das Durchnummerieren der Berge früher sicher nicht üblich war, darf angenommen werden, dass das Gebiet als landwirtschaftlich uninteressantes Gebiet einen einzigen Namen trug und vor allem die aufkommende Klettererei zur Nummerierung und damit zur Unterscheidung der verschiedenen Pfeiler führte.

## Geologie
Die spitze Form des Chrüzberges zeugt noch heute vom ehemaligen Auffaltungsprozess, man kann die senkrecht aufgestellte Schichtplatte deutlich erkennen. Sie besteht aus Kalkstein.

## Erreichbarkeit
Erreichbar ist der Chrüzberg auf einem dichten Wegnetz zur Saxer Lücke – entweder von Süden von Sax aus oder von Osten, von Brülisau her via Bollenwees am Fälensee. Auch der Höhenweg vom Hohen Kasten her führt von Osten zur Saxer Lücke. Von Norden kommt man vom Zwinglipass zum Mutschensattel oder direkt von Nordwesten von Wildhaus via Tesel und Grueb zum Mutschensattel.

## Kletterrouten

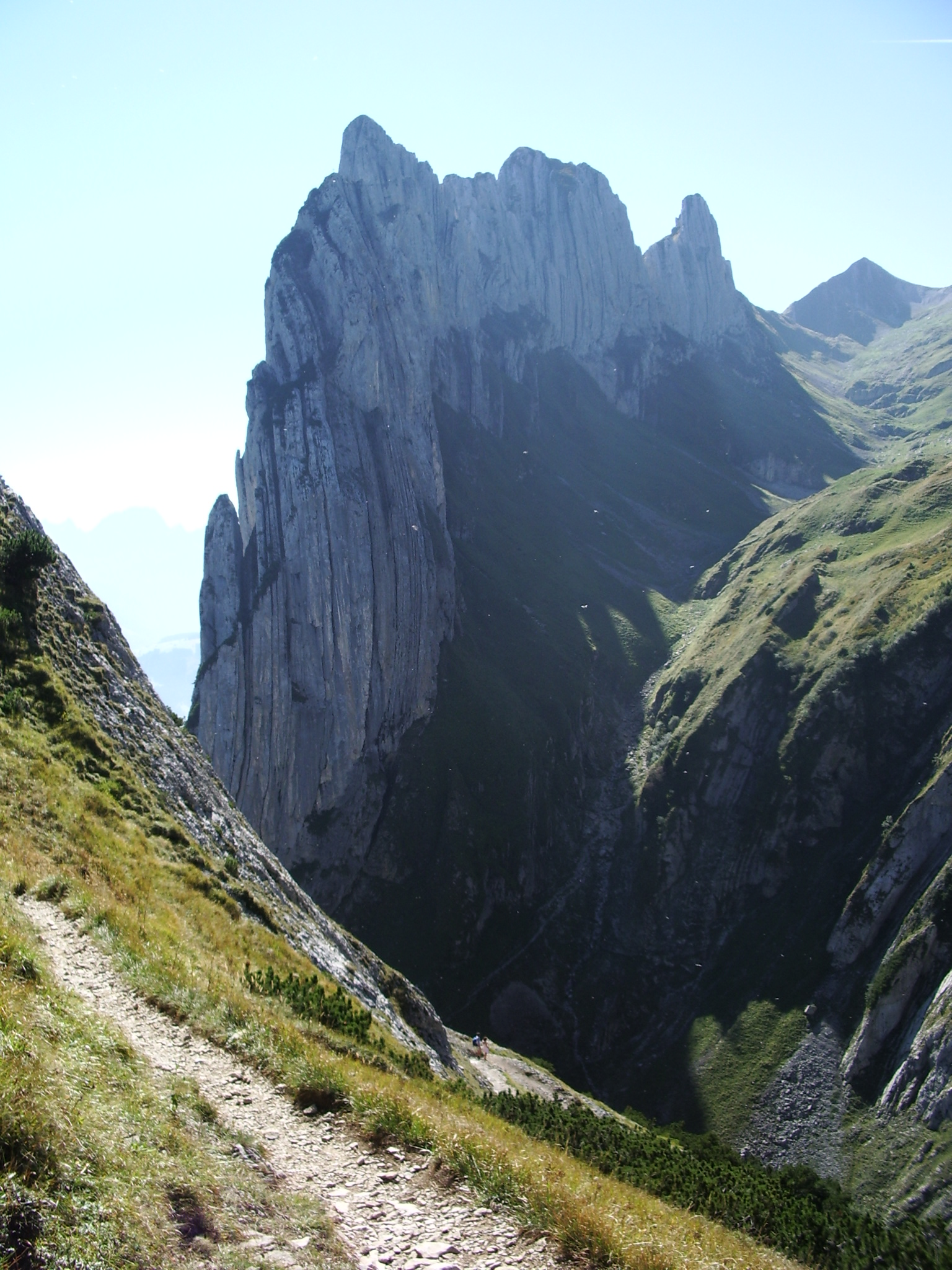
Nordost-Ansicht

Die unter Kletterern oft schriftdeutsch Kreuzberge genannten und nummerierten Gipfel sind beliebte Kletterfelsen, an welchen sich zahlreiche bekannte Kletterrouten befinden. Der SAC-Kletterführer Alpstein verzeichnet knapp 110 Routen an den Kreuzbergen.
An ihnen kann man heute die klettergeschichtliche Entwicklung des gesamten Alpsteines erkennen:
Mit der Grauen Eminenz (7c+) findet sich am IV. Kreuzberg eine der schwersten Kletterrouten des gesamten Alpsteinmassives.
Klassische Touren im mittleren Schwierigkeitsbereich sind z. B. die Flugroute (5c+) am I. Kreuzberg oder der Sandührliweg (5a) am III. Kreuzberg.
Bekannte leichtere Routen sind etwa das breite Südrippli (3a) am III. Kreuzberg oder der Westgrat (2b) auf den V. Kreuzberg.
Seit Anfang der 1990er Jahre wurden lohnende Routen teilweise sanft mit Bohrhaken saniert. Sie sind aber trotzdem sehr spartanisch eingerichtet und haben alpinen Charakter.